# Andy King
Andy King, né le 29 octobre 1988 à Maidenhead au Royaume-Uni, est un ancien footballeur international gallois qui évolue au poste de milieu de terrain.

## Carrière

### En club
Andy King rejoint Leicester City en 2004 après être passé par le centre de formation du Chelsea.
Le 2 octobre 2007, il participe à sa première rencontre avec l'équipe première lors d'un match de championnat face à Wolverhampton (0-0). Le 1er décembre suivant, il inscrit son premier but avec les Foxes contre Southampton (défaite 1-2).
Le 31 janvier 2018, King est prêté pour six mois à Swansea City. Il inscrit deux buts en onze matchs avant de réintégrer l'effectif de Leicester lors de l'été 2018. King ne prend part qu'à un match de coupe nationale lors de la première partie de saison 2018-2019. Il est cédé en prêt pour six mois à Derby County le 31 janvier 2019.
Le 15 août 2019, il est prêté au Glasgow Rangers.
Le 5 janvier 2021, il s'engage pour six mois en faveur du club belge de l'OH Louvain, contrôlé par le même propriétaire que celui de Leicester, le thaïlandais Aiyawatt Srivaddhanaprabha.
Le 2 juillet 2021, il rejoint Bristol City.

### En sélection nationale
Le 29 mai 2009, Andy King honore sa première sélection avec le pays de Galles lors d'un match amical face à l'Estonie (victoire 1-0). Le 11 août 2010, il marque son premier but en sélection contre le Luxembourg (victoire 5-1).
Andy King est sélectionné dans le groupe des vingt-trois joueurs gallois qui disputent l'Euro 2016.

## Statistiques
| Saison                | Club                     | Championnat             | Championnat | Championnat | Coupe nationale | Coupe nationale | Coupe de la Ligue | Coupe de la Ligue | Compétition(s) continentale(s) | Compétition(s) continentale(s) | Compétition(s) continentale(s) | Autres compétitions | Autres compétitions | Autres compétitions | Total | Total |
| Saison                | Club                     | Division                | M.          | B.          | M.              | B.              | M.                | B.                | Comp.                          | M.                             | B.                             | Comp.               | M.                  | B.                  | M.    | B.    |
| 2007-2008             | Leicester City           | Championship            | 11          | 1           | 1               | 0               | -                 | -                 | -                              | -                              | -                              | -                   | -                   | -                   | 12    | 1     |
| 2008-2009             | Leicester City           | League One              | 45          | 9           | 4               | 1               | 2                 | 1                 | -                              | -                              | -                              | FLT                 | 3                   | 0                   | 54    | 11    |
| 2009-2010             | Leicester City           | Championship            | 43          | 9           | 1               | 1               | 1                 | 0                 | -                              | -                              | -                              | PO                  | 2                   | 1                   | 47    | 11    |
| 2010-2011             | Leicester City           | Championship            | 45          | 15          | 2               | 1               | 3                 | 0                 | -                              | -                              | -                              | -                   | -                   | -                   | 50    | 16    |
| 2011-2012             | Leicester City           | Championship            | 30          | 4           | 1               | 0               | 1                 | 0                 | -                              | -                              | -                              | -                   | -                   | -                   | 32    | 4     |
| 2012-2013             | Leicester City           | Championship            | 42          | 7           | 2               | 0               | 2                 | 0                 | -                              | -                              | -                              | PO                  | 2                   | 0                   | 48    | 7     |
| 2013-2014             | Leicester City           | Championship            | 30          | 4           | 1               | 0               | 2                 | 0                 | -                              | -                              | -                              | -                   | -                   | -                   | 33    | 4     |
| 2014-2015             | Leicester City           | Premier League          | 24          | 2           | 1               | 0               | 1                 | 0                 | -                              | -                              | -                              | -                   | -                   | -                   | 26    | 2     |
| 2015-2016             | Leicester City           | Premier League          | 25          | 2           | 2               | 0               | 2                 | 1                 | -                              | -                              | -                              | -                   | -                   | -                   | 29    | 3     |
| 2016-2017             | Leicester City           | Premier League          | 23          | 1           | 3               | 1               | 1                 | 0                 | C1                             | 4                              | 0                              | CS                  | 1                   | 0                   | 32    | 2     |
| 2017-2018             | Leicester City           | Premier League          | 11          | 1           | 1               | 0               | 3                 | 0                 | -                              | -                              | -                              | -                   | -                   | -                   | 15    | 1     |
| 2018-2019             | Leicester City           | Premier League          | -           | -           | 1               | 0               | -                 | -                 | -                              | -                              | -                              | -                   | -                   | -                   | 1     | 0     |
| Sous-total            | Sous-total               | Sous-total              | 329         | 55          | 20              | 4               | 18                | 2                 | -                              | 4                              | 0                              | -                   | 8                   | 1                   | 379   | 62    |
| 2017-2018             | Swansea City (prêt)      | Premier League          | 11          | 2           | -               | -               | -                 | -                 | -                              | -                              | -                              | -                   | -                   | -                   | 11    | 2     |
| 2018-2019             | Derby County (prêt)      | Championship            | 4           | 0           | -               | -               | -                 | -                 | -                              | -                              | -                              | -                   | -                   | -                   | 4     | 0     |
| 2019-2020             | Rangers FC (prêt)        | Scottish Premier League | 2           | 0           | -               | -               | 2                 | 0                 | C3                             | 1                              | 0                              | -                   | -                   | -                   | 5     | 0     |
| 2019-2020             | Huddersfield Town (prêt) | Championship            | 14          | 0           | -               | -               | -                 | -                 | -                              | -                              | -                              | -                   | -                   | -                   | 14    | 0     |
| Sous-total            | Sous-total               | Sous-total              | 31          | 2           | -               | -               | 2                 | 0                 | -                              | 1                              | 0                              | -                   | -                   | -                   | 34    | 2     |
| Total sur la carrière | Total sur la carrière    | Total sur la carrière   | 360         | 57          | 20              | 4               | 20                | 2                 | -                              | 5                              | 0                              | -                   | 8                   | 1                   | 413   | 64    |

## Palmarès

### En club
- Leicester City
  - Champion d'Angleterre en 2016.
  - Champion d'Angleterre de D2 en 2014.
  - Champion d'Angleterre de D3 en 2009.

### Distinction personnelle
- Membre de l'équipe-type de D2 anglaise en 2011[6].